# Defektivt tal
Et defektivt tal er i talteori et positivt helt tal der opfylder at summen af dets divisorer (tallet selv ikke medregnet, men tallet 1 medregnet (medmindre 1 er tallet selv)) er mindre end tallet selv.
Et eksempel på et defektivt tal er 15: Divisorerne er 1, 3 og 5, men 1+3+5 giver kun 9, og det er mindre end 15.
De mest defektive tal er primtallene, for de har kun divisoren 1. Tallet 1 regnes også for defektivt.
Hvis p er et primtal, så er alle potenserne pk defektive. Det følger at der eksisterer uendeligt mange lige og uendeligt mange ulige defektive tal.
Hvis et tal er defektivt, så er alle divisorerne i tallet også defektive. For eksempel er divisorerne i 1, 3 og 5 i tallet 15 defektive.
Hvis n=p·q hvor p og q er primtal, så er n defektiv med n=6 som eneste undtagelse. Så alle tal af typen 2p hvor p≥5 er et primtal, er defektive.
Man kan bevise at 75,2 % af alle tal er defektive.